# 雨水管

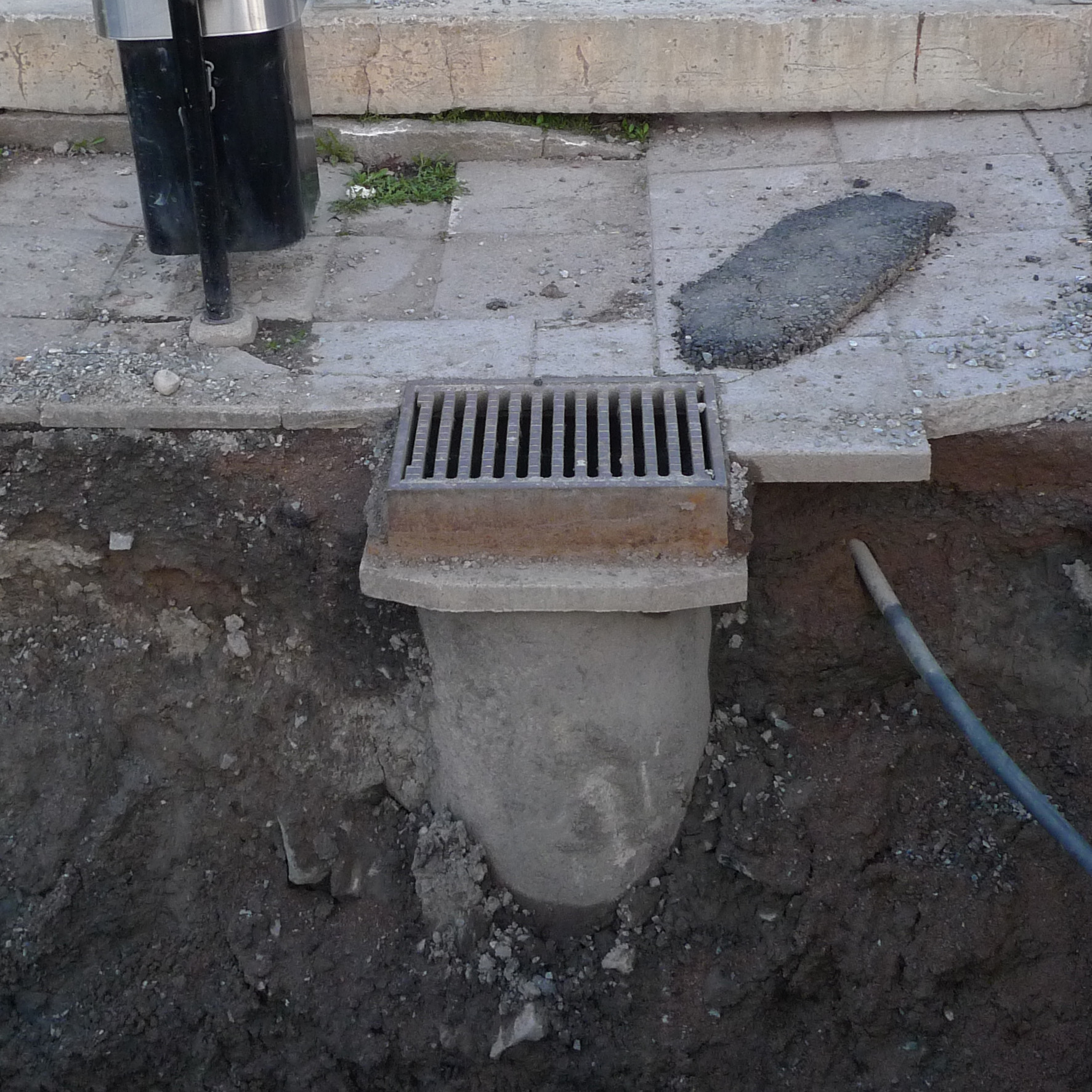
雨水管の断面

雨水管（うすいかん）とは、雨水などを集め放流する管渠のこと。

## 概要
かつての日本では、下水道と連結され雨水と下水と一緒に処理される「合流式」が取られていたことから、雨水管の設置や管理は地方自治体の下水道の担当部局が担当していることが多い。現在新設されている下水道では、雨水と下水を分離して雨水を河川等に放流する「分流式」が主流となっており、新たに雨水管網が構築されるようになっている。排水先が天井川となる場合には、排水ポンプ場や遊水池が併用される。 
合流式、分流式の違いについては下水道の項を参照のこと。